# Scorrete lacrime, disse il poliziotto
Scorrete lacrime, disse il poliziotto (Flow My Tears, the Policeman Said) è un romanzo di fantascienza di Philip K. Dick. È stato tradotto per la prima volta in italiano nel 1976 col titolo Episodio temporale da Roberta Rambelli (in seguito è stato ritradotto da Vittorio Curtoni nel 1998 e ancora da Maurizio Nati nel 2007).
Scritto nel 1974, è considerato una delle opere meglio riuscite dell'autore; si distingue per una notevole compattezza della trama, rapida e priva di divagazioni, al cui centro rimangono comunque le ossessioni tipiche di Dick: il controllo sociale, le psicosi, l'incertezza del limite tra realtà e finzione, gli stati alterati di coscienza e l'uso di sostanze psicotrope, la diffidenza verso l'universo femminile.
Il titolo deriva da Flow My Tears, una canzone per liuto e voce di John Dowland, compositore inglese del XVI secolo. L'opera comincia così:
Flow, my tears, fall from your springs,
Exiled for ever, let me mourn
Where night's black bird her sad infamy sings,
There let me live forlorn.
È stato candidato ad entrambi i maggiori riconoscimenti della letteratura fantascientifica, il Premio Hugo e il Premio Nebula.

## Storia editoriale
Uscito dall'ospedale nell'inverno tra il 1969 e il 1970, dopo una diagnosi di serie lesioni renali per abuso di anfetamine, Dick iniziò a scrivere un romanzo del quale aveva in mente solo il titolo, tratto dai versi del suo musicista preferito: il compositore elisabettiano John Dowland. All'inizio dell'estate seguente abbandonò la scrittura, come se la sua ispirazione si fosse completamente inaridita.
Il 17 novembre 1971, oltre un anno dopo che la moglie Nancy se n'era andata via di casa esasperata portando con sé la figlia Isa, Dick subì un'effrazione nella sua casa di San Rafael (California) che aumentò a dismisura la sua paranoia. Lo scrittore denunciò con insistenza il fatto alla polizia, che già lo conosceva come mitomane e piantagrane. Dick si convinse che chi aveva svaligiato la casa cercava qualcosa correlato alle “verità” che la sua scrittura era in grado di rivelare; in particolare, pensò al manoscritto in lavorazione di Scorrete lacrime, disse il poliziotto, e a una droga in grado di agire sui centri nervosi che controllano le facoltà spaziotemporali: una sera ne aveva raccontato la trama a un tizio che per qualche tempo aveva abitato a casa sua, il quale sosteneva che la CIA facesse esperimenti del genere con un derivato dell'LSD denominato in codice mello jello probabilmente in riferimento alla canzone Mellow Yellow (1967) del cantautore scozzese Donovan.
Dick si convinse che l'effrazione e il furto fossero stati messi in atto da un'unità scelta al soldo del complesso militar-industriale, e paragonò il proprio romanzo in lavorazione a Arcipelago Gulag del dissidente sovietico Solženicyn; il testo infatti era ambientato in futuri Stati Uniti d'America del futuro totalitari, uno stato di polizia, per denunciare i crimini di Richard Nixon come il russo aveva denunciato quelli di Stalin.
Dick ricominciò a lavorare al manoscritto nell'autunno 1972 quando Tessa, una donna conosciuta da poco e che si era trasferita a vivere a casa sua, gli rivelò di aspettare un bambino da lui; portare a termine il romanzo gli prese parecchio tempo perché aveva smesso di prendere anfetamine, che lo facevano scrivere molto più velocemente.

## Trama
Martedì 11 ottobre 1988. Al termine di una puntata del Jason Taverner Show che va in onda da Los Angeles, 30 milioni di spettatori a sera, il conduttore e la sua ospite, la cantante Heather Hart, vengono scortati fuori dalla polizia perché i fan all'esterno sono molto insistenti. I due hanno una relazione; entrambi fanno parte dei Sei, un'organizzazione di persone geneticamente modificate con il compito di “far rispettare la moralità nel mondo”, il cui leader tentò di mettere fuori legge la guardia nazionale in quanto organizzazione paramilitare.
Mentre i due sono insieme nell'aerauto di Taverner, l'uomo riceve una chiamata dalla sua giovane amante Marilyn Mason, aspirante cantante senza talento, che vuole vederlo immediatamente. La ragazza gli ha teso una trappola: gli scaraventa addosso una spugna avvolgente di Callisto, che si ancora al suo torace con tubi di suzione; Taverner uccide il parassita, ma alcuni tubi sono rimasti dentro il suo corpo.
Taverner si sveglia nella stanza di un albergo di infimo grado, senza documenti d'identità. Spaventato, telefona al proprio agente che dichiara di non conoscerlo. Trova un giornale con la data, è il 12 ottobre, non è vittima di un salto temporale, però è rimasto senza identità e rischia l'arresto da parte della polizia o della guardia nazionale che controllano lo Stato. Paga il portiere dell'albergo perché lo accompagni a Watts nel tentativo di procurarsi documenti da un falsario; nella città sono rimasti pochissimi abitanti neri dopo l'insurrezione e la sterilizzazione imposta dal governo; ora alle coppie di colore è permesso un solo figlio, così il loro numero si dimezza a ogni generazione.
Il falsario è una ragazza di 19 anni di nome Kathy, che dopo avergli procurato i documenti lo avverte che sono segnati perché il portiere dell'albergo è un informatore della polizia. Gli chiede di restare con lei per la notte e lo porta nel proprio monolocale. Taverner non riesce a capire se Kathy voglia davvero aiutarlo o se gli nasconda la verità. Lei gli confida di essere a sua volta un'informatrice per salvare il marito che si trova in un campo di detenzione in Alaska. Taverner teme che Kathy, visibilmente psicotica, possa tradirlo anche se la ragazza afferma di essere innamorata di lui.
Malgrado il rischio, Taverner la pianta in asso e fugge. Telefona a Heather che naturalmente non lo riconosce. Le fornisce una serie di informazioni intime che spera convincenti, ma quando la donna capisce che lui è ricercato interrompe la comunicazione. Con i documenti falsati, Taverner riesce a superare un controllo di polizia, ma Kathy lo ritrova e lo porta a casa propria. Qui li sta aspettando l'ispettore McNulty, funzionario di polizia che ha trasformato Kathy in un'informatrice: ha seguito una microspia che Ed, il portiere dell'alberghetto, ha messo addosso a Taverner. Lo porta con sé alla centrale di polizia del distretto, dove viene identificato come Jason Tavern, meccanico nato nel Wyoming.
Il generale di polizia Felix Buckman riceve dall'ispettore McNulty un rapporto: si è accorto che i documenti di Jason Tavern sono falsificati. Taverner nel frattempo arriva a Las Vegas, in un locale riconosce una donna con cui ha avuto una relazione in passato, Ruth Rae; lei non si ricorda della sua esistenza ma lo porta a casa propria. McNulty intanto comunica a Buckman che l'impronta vocale e digitale di Taverner non corrisponde a nessun individuo esistente; il generale è convinto che ci sia sotto qualcosa di grosso per riuscire a far sparire ogni traccia dalla banca dati, e che con Taverner cadrà nella rete della polizia una quantità di gente importante. Individuato l'appartamento di Ruth, la polizia arresta i due e li traduce a Los Angeles alla presenza del generale Buckman.
Buckman inganna Taverner dicendogli di appartenere a un gruppo ancora più ristretto, i Sette, poi lo rilascia senza imputazioni, salvo farlo pedinare. Alys Buckman la sorella gemella del generale, però lo avverte che gli hanno messo addosso anche una bomba miniaturizzata e si offre di toglierla; poi lo porta a casa propria, e Taverner scopre che la donna colleziona dischi, tra i quali anche due incisi da lui. Alys è l'unica a sapere chi sia Jason Taverner, perché è stata nell'altro mondo parallelo. Lei gli somministra della mescalina, poi sale al piano di sopra e lui quando va a cercarla la trova morta e ridotta a uno scheletro.
Taverner fugge e ottiene un passaggio da una ragazza, Mary Anne Dominic, con la quale entra in un bar e scopre con incredulità e sollievo che nel juke-box è disponibile una propria canzone. Comincia a dubitare che Alys Buckman non gli abbia somministrato mescalina ma qualche altro stupefacente sintetico sconosciuto, che gli fa dubitare della realtà di tutto quanto succede. La paranoia di Taverner lo spinge a pensare che la sua realtà esiste soltanto all'interno di un'illusione ricreata da questa droga che Alys gli somministra in continuazione.
Alys Buckman viene ritrovata morta, la causa è overdose; il generale teme che i suoi nemici all'interno della polizia strumentalizzino il fatto che avesse una relazione incestuosa con la sorella, e decide di incolpare Taverner di omicidio. Contento di essere tornato al mondo che conosce, Taverner si reca da Heather Hart, e viene a sapere da lei di essere ricercato per l'assassinio di Alys Buckman. La droga che ha ucciso Alys è il KR-3, ancora nella fase sperimentale, in grado di far percepire un universo completamente differente al cervello non solo di chi la assume, ma anche di tutti i soggetti afferenti al suo sistema percettivo. Alyx, Felix, Taverner e tutti gli altri personaggi sono stati trasportati insieme nella realtà parallela fittizia temporanea, cessata di esistere con la morte di Alyx. Jason Taverner decide infine di costituirsi, e nel processo che segue riuscirà a dimostrare la propria estraneità al decesso.

## Personaggi
Jason TavernerQuarantaduenne, conduce lo show tv che porta il suo nome; è uno dei Sei.
Heather HartCantante e amante di Taverner, è una dei sei.
Marilyn MasonAspirante cantante, giovane amante e protegée di Taverner.
Kathy NelsonDiciannovenne, moglie di una guardia nazionale, fabbrica documenti falsi a Watts.
McNultyIspettore di polizia che tiene i contatti con Kathy.
Felix BuckmanGenerale di polizia di Los Angeles.
Alys BuckmanSorella del generale Felix, tossicomane.
Ruth RaeNome da sposata Ruth Gomen, ex amante di Taverner
Mary Anne DominicArtigiana ceramista.

## Edizioni
- Philip K. Dick, Flow My Tears, the Policeman Said, Doubleday, 1974,  p. 231.
- Philip K. Dick, Episodio temporale, traduzione di Roberta Rambelli, collana SF Narrativa d'Anticipazione n° 8, Editrice Nord, 1976,  p. 216.
- Philip K. Dick, Scorrete lacrime, disse il poliziotto, traduzione di Vittorio Curtoni, collana Piccola Biblioteca Oscar, Arnoldo Mondadori Editore, 1998,  p. 265, ISBN 88-04-46469-0.
- Philip K. Dick, Scorrete lacrime, disse il poliziotto, traduzione di Maurizio Nati, collana Collezione Dick, Fanucci Editore, 2007,  p. 320, ISBN 978-88-347-1237-5. Edizione speciale venticinquesimo anniversario
- Philip K. Dick, Scorrete lacrime, disse il poliziotto, traduzione di Marinella Magrì, collana Oscar Moderni Cult, Arnoldo Mondadori Editore, 2023,  p. 300, ISBN 978-88-047-3150-4.